# United Cities and Local Governments
Об'єднані міста та місцеві влади (англ. Об'єднані міста та місцеві уряди, UCLG; фр. Cités et Gouvernements locaux unis , CGLU; ісп. Ciudades y Gobiernos Locales Unidos, CGLU) — міжнародна організація, що об'єднує міста, місцеві та регіональні органи влади і муніципальні асоціації по всьому світі, та займається представництвом та захистом інтересів органів місцевого самоврядування на світовій арені.

## Історія
У 1913 році на Міжнародному конгресі мистецтва будівництва мвст та організації громадської діяльності в Генті (Бельгія) було засновано Міжнародний союз міст (Union Internationale des Villes, UIV). Створення UIV та постійного офісу для комунікацій та документації інформації за муніципальними питаннями, ознаменовало народження міжнародного муніципального руху. У 1928 році UIV став Міжнародною спілкою місцевих органів влади, IULA). У 2004 році IULA, Міжнародна федерація об'єднаних міст (FMCU) та Метрополіс — домовились об'єднатись для створення єдиної організації UCLG.

## Організація та членство
UCLG — це членська організація з демократичною федеральною структурою. До її складу входять окремі органи місцевого та регіонального самоврядування та їх національні асоціації. Керівні органи UCLG обирають на виборах члени UCLG.
1. Африканська секція (UCLG Африка[40], Рабат)
2. Азіатсько-Тихоокеанський відділ (UCLG-ASPAC[41])
3. Секція Євразії (UCLG Eurasia[42])
4. Європейська секція — Рада європейських муніципалітетів та регіонів (CEMR)[en] Сьогодні існує понад 30 000 проектів міста-побратими з усієї Європи. Цей процес вдосконалюється завдяки тісній співпраці CEMR з Генеральним директором з питань освіти та культури Європейської Комісії.
5. Секція Близького Сходу та Західної Азії[en]
6. Латиноамериканська координація місцевих влад заради єдності у різноманітті (CORDIAL, спільна організація FLACMA[43] та мережа міст Меркосур[en])
7. Секція Північної Америки (UCLG — Норам, проводиться Федерацією канадських муніципалітетів[en])
8. Секція великих міст (Метрополісів[44])
9. Форум регіонів (регіони UCLG[45])

## Керівництво

#### Світова рада
Головним органом, який формує політику UCLG, є Світова рада. До її складу входять понад 300 членів з усіх регіонів світу та збирається не рідше одного разу на три роки. Попередні зустрічі були в Мадриді (2018)  та Ханчжоу(2017).

#### Виконавче бюро
Виконавче бюро UCLG складається зі 115 членів. Збирається двічі на рік, вносить пропозиції та виконує рішення Світової ради.

#### Президентство
Головою світової мережі UCLG є президент, шість співпрезидентів та скарбник у супроводі двох спеціальних посланців.

## Проєкти

### Глобальна робоча група місцевих та регіональних урядів (GTF)
UCLG сприяє Глобальній робочій групі місцевих та регіональних урядів (GTF), механізму координації та консультацій, який об'єднує основні міжнародні мережі місцевих органів влади для спільної адвокатської роботи, пов'язаної з процесами глобальної політики. Глобальна робоча група була створена в 2013 році для того, щоб привернути увагу перспектив місцевого та регіонального самоврядування до ЦУР, порядку денного щодо змін клімату та Нової міської програми. Окрім UCLG, учасниками Глобальної робочої групи є міста ICLEI та C40.

### Консультативний комітет ООН з питань місцевих органів влади (UNACLA)
Консультативний комітет Організації Об'єднаних Націй місцевих органів влади (ЮНАКЛА) був створений резолюцією 17/18Центру ООН з населених пунктів (Хабітат) у 1999 році в якості консультативного органу для зміцнення діалогу ООН з місцевими органами влади у зв'язку із здійсненням Порядку денного Хабітат. UCLG очолює UNACLA і займає 10 із 20 місць. UCLG є співорганом секретаріату UNACLA та програми ООН-Хабітат.